# Кстищи (Калужская область)
Кстищи — деревня в Козельском районе Калужской области. Входит в состав сельского поселения «Село Покровск».

## География
Деревня находится на расстоянии 21 км к северо-западу от Козельска, административного центра района.

## Население
| 2002 | 2010 |
| ---- | ---- |
| 21   | ↗24  |

## Известные уроженцы
- Горелов, Лев Николаевич (1922—2018) — советский военачальник, генерал-лейтенант.